# Championnat d'Angleterre de football 1904-1905
Navigation
Édition précédente Édition suivante
La 17e édition du championnat d'Angleterre de football est remportée par Newcastle United. Le club du nord de l’Angleterre remporte son tout premier titre de champion d’Angleterre.
Cette saison est marquée par un évènement majeur dans l’histoire de la Football League : l’accession à la première division d’un club londonien, Woolwich Arsenal (qui deviendra plus tard Arsenal). Jusqu’alors les clubs du sud de l’Angleterre refusaient de participer à la grande ligue professionnelle du nord, préférant organiser entre eux une compétition, la Southern League. Le club de Woolwich Arsenal avait rejoint, en passant professionnel, la Football League en 1893, mais ce n’est que 11 ans plus tard qu’il réussit à se qualifier pour la première division. 
Woolwich Arsenal est accompagné dans l’élite anglaise par Preston North End le premier champion de l’histoire, qui n’aura donc passé que 3saisons  en deuxième division. 
Autre changement d’importance, il n’y a pas de relégation cette année. La Football League a décidé d’agrandir la première division de 18 à 20 clubs. Les deux clubs terminant aux deux dernières places sont maintenus en première division. Ils seront rejoints par les deux clubs ayant terminé aux deux premières places de seconde division.
Arthur Brown de Sheffield United, avec 22 buts, termine meilleur buteur du championnat. 

## Les clubs de l'édition 1904-1905
| Club                                  | Ville               |
| ------------------------------------- | ------------------- |
| Aston Villa Football Club             | Birmingham          |
| Blackburn Rovers Football Club        | Blackburn           |
| Bury Football Club                    | Bury                |
| Derby County Football Club            | Derby               |
| Everton Football Club                 | Liverpool           |
| Manchester City Football Club         | Manchester          |
| Middlesbrough Football Club           | Middlesbrough       |
| Newcastle United Football Club        | Newcastle upon Tyne |
| Notts County Football Club            | Nottingham          |
| Nottingham Forest Football Club       | Nottingham          |
| Preston North End Football Club       | Preston             |
| Sheffield United Football Club        | Sheffield           |
| Small Heath                           | Birmingham          |
| Stoke City Football Club              | Stoke-on-Trent      |
| Sunderland Association Football Club  | Sunderland          |
| The Wednesday                         | Sheffield           |
| Wolverhampton Wanderers Football Club | Wolverhampton       |
| Woolwich Arsenal                      | Londres             |

## Classement
| Rang | Équipe                  | Pts | J  | G  | N  | P  | Bp | Bc | Diff |
| ---- | ----------------------- | --- | -- | -- | -- | -- | -- | -- | ---- |
| 1    | Newcastle United        | 48  | 34 | 23 | 2  | 9  | 72 | 33 | +39  |
| 2    | Everton                 | 47  | 34 | 21 | 5  | 8  | 63 | 36 | +27  |
| 3    | Manchester City         | 46  | 34 | 20 | 6  | 8  | 66 | 37 | +29  |
| 4    | Aston Villa             | 42  | 34 | 19 | 4  | 11 | 63 | 43 | +20  |
| 5    | Sunderland              | 40  | 34 | 16 | 8  | 10 | 60 | 44 | +16  |
| 6    | Sheffield United        | 40  | 34 | 19 | 2  | 13 | 64 | 56 | +8   |
| 7    | Small Heath             | 39  | 34 | 17 | 5  | 12 | 54 | 38 | +16  |
| 8    | Preston North End       | 36  | 34 | 13 | 10 | 11 | 42 | 37 | +5   |
| 9    | The Wednesday           | 33  | 34 | 14 | 5  | 15 | 61 | 57 | +4   |
| 10   | Woolwich Arsenal        | 33  | 34 | 12 | 9  | 13 | 36 | 40 | -4   |
| 11   | Derby County            | 32  | 34 | 12 | 8  | 14 | 37 | 48 | -11  |
| 12   | Stoke City              | 30  | 34 | 13 | 4  | 17 | 40 | 58 | -18  |
| 13   | Blackburn Rovers        | 27  | 34 | 11 | 5  | 18 | 40 | 51 | -11  |
| 14   | Wolverhampton Wanderers | 26  | 34 | 11 | 4  | 19 | 47 | 73 | -26  |
| 15   | Middlesbrough           | 26  | 34 | 9  | 8  | 17 | 36 | 56 | -20  |
| 16   | Nottingham Forest       | 25  | 34 | 9  | 7  | 18 | 40 | 61 | -21  |
| 17   | Bury                    | 24  | 34 | 10 | 4  | 20 | 47 | 67 | -20  |
| 18   | Notts County            | 18  | 34 | 5  | 8  | 21 | 36 | 69 | -33  |

|  | Champion d'Angleterre |
|  | Relégation            |

### Meilleur buteur
- Arthur Brown, Sheffield United,  22 buts

## Bilan de la saison
| Tableau d'Honneur                    |                  |
| Compétition                          | Vainqueur        |
| Championnat d'Angleterre de football | Newcastle United |
| Coupe d'Angleterre de football       | Aston Villa      |

| Promotions et relégations |                            |
| Promus                    | Liverpool Bolton Wanderers |
| Relégués                  | Aucun                      |

## Sources
- Classement sur rsssf.com